# Castelfranco di Sopra
Castelfranco di Sopra is een dorp en voormalige gemeente in de Italiaanse provincie Arezzo (regio Toscane). Het telde in 2004 2846 inwoners. Per 1 januari 2014 het onderdeel van de gemeente Castelfranco Piandiscò.

## Demografie
Castelfranco di Sopra telt ongeveer 1084 huishoudens. Het aantal inwoners steeg in de periode 1991-2001 met 2,8% volgens cijfers uit de tienjaarlijkse volkstellingen van ISTAT.
| Jaar | Inwoneraantal |
| ---- | ------------- |
| 1991 | 2657          |
| 2001 | 2731          |

## Geografie
Castelfranco di Sopra ligt op ongeveer 281 m boven zeeniveau.